# Steven Bermúdez
Steven Bermúdez (Florida, Valle del Cauca, Colombia; 1 de abril de 1995) es un futbolista colombiano. Juega como centrocampista. Actualmente juega para el C.D Estrella Roja de la Liga de Ascenso de Honduras.

## Clubes
| Club                     |  | País     | Año           |
| ------------------------ |  | -------- | ------------- |
| Deportes Quindío         |  | Colombia | 2014          |
| Universitario de Popayán |  | Colombia | 2015 - 2016   |
| Real Cartagena           |  | Colombia | 2017          |
| Universitario de Popayán |  | Colombia | 2018-2019     |
| Gareji Sagarejo          |  | Georgia  | 2020-presente |
| Estrella Roja            |  | Honduras | 2025          |

## Palmarés

### Títulos nacionales
| Título           | Club            | País    | Año  |
| ---------------- | --------------- | ------- | ---- |
| Tercera División | Gareji Sagarejo | Georgia | 2020 |